# ديانا غولدن
ديانا غولدن (بالإسبانية: Diana Golden)‏ هي عارضة وممثلة مكسيكية وكولومبية، ولدت في 7 أغسطس 1965 في مدينة كالي في كولومبيا.

## وصلات خارجية
- ديانا غولدن على موقع IMDb (الإنجليزية)
- ديانا غولدن على موقع قاعدة بيانات الفيلم (الإنجليزية)